# Kamcia, Burgas
Kamcia (în bulgară Камчия) este un sat în comuna Sungurlare, regiunea Burgas,  Bulgaria. 

## Demografie
Componența etnică a satului Kamcia
     Turci (93,58%)
     Nicio identificare (6,41%)
     Altele (0%)
La recensământul din 2011, populația satului Kamcia era de 78 locuitori. Din punct de vedere etnic, majoritatea locuitorilor (93,58%) erau turci. Pentru 6,41% din locuitori nu este cunoscută apartenența etnică.